# 辛公义
辛公义（553年—614年），陇西郡狄道县（今甘肃省定西市临洮县）人，北周、隋朝时期官员。

## 生平
辛公义的祖父辛徽是北魏徐州刺史，父亲辛季庆是北魏青州刺史。辛公义早年丧父，由母亲柳玉岫抚养，柳玉岫亲自给他传授诗书经传。北周天和年间，辛公义因为是家世良好的子弟被选为太学生，以勤劳刻苦而闻名。周武帝宇文邕时期，辛公义被征召进入露门学，接受命令学习道义。辛公义每月召集在皇帝面前，受命与大儒谈论商讨，多次受到赞叹称异，当时的人都羡慕他。建德初年，辛公义被授宣纳中士，跟随平定北齐，屡次升任掌次上士、扫寇将军。杨坚担任丞相时，辛公义出任内史上士，参与掌管机密重要的事务。开皇元年（581年），辛公义担任主客侍郎，兼管内史舍人的事务，被赐予安阳县男的爵位，食邑二百户。每次南陈使者前来隋朝，辛公义常常奉旨接待宴请南陈的使者。辛公义后转任驾部侍郎，被派往江陵安抚隋朝边境。开皇七年（587年），辛公义被派去考察各地的养马，得到十多万匹马。隋文帝高兴的说：“只有我的辛公义，为国尽心尽力。”
辛公义后跟随平定南陈，因功出任岷州刺史。当地人害怕患病，如果一人生病，全家都躲开病人，父子夫妻互相不照顾，人们之间的孝义都断绝了，因此病人大多死去。辛公义对此感到担忧，希望改变习俗，于是分别派遣官员巡视考察管辖区内，凡是病人，都用床和车抬来，安置在官署的厅堂。夏季暴发瘟疫时，病人有时达到数百人，厅堂厢房都挤满了。辛公义亲自设立一张床榻，一个人坐在里面，从早到晚，对着病人处理事务。辛公义所得的俸禄都用来买药，为病人找医生治病，亲自劝导病人吃饭喝水，病人全部痊愈，辛公义这才召集病人的亲戚说：“死生由命，和是否接触病人无关。过去你们抛弃病人，所以他们才会死。如今我集合这些病人，坐卧都在他们中间，如果说传染，我哪能不死，病人却全好了？你们不要再迷信旧习俗了。”各家病人的子孙都惭愧道歉离去。后来人们生病后，争着去见刺史，他家里的亲属，就留他在自己家中疗养。人们开始互相尊重爱护，旧习俗就被革除了，全境之中都称辛公义为慈母。
辛公义后来转任牟州刺史，到任后先到监狱中，露天坐在监狱旁，亲自查问。十多天内，辛公义判完了所有的案件，才回到官署，所接受的新官司，都不设公文案件，派一个值班的僚佐坐在旁边审讯问话。如果事情没完，有需要监禁的人，辛公义就在官署大厅留宿，始终不回房间。有人劝谏他说：“这官司自有期限，刺史何必自找苦吃！”辛公义回答说：“刺史没有用仁德教导百姓，还让百姓身陷囹圄，哪有把人监禁在狱中而自己内心安宁的呢？”犯罪的人听到这些话，都自己服罪了。之后有想打官司的人，他的乡邻父老都回来劝阻说：“这是小事，怎么忍心去辛苦刺史呢。”诉讼双方大多各自责让而作罢。当时崤山以东连绵大雨，自陈、汝直到东海都受到水灾之苦，只有牟州境内没有受到什么损害。山上出现了黄色的银，采到的人将之献了上去。朝廷诏令水部郎娄崱到辛公义那里祈祷，竟然听到空中有金石丝竹等奏乐的声音。
仁寿元年（601年），辛公义补任扬州道黜陟大使。豫章王杨暕担心自己管辖内的官吏犯法，在辛公义还没进入扬州前预先派人嘱咐辛公义。辛公义回答说：“接受诏令不敢徇私。”等到辛公义到了扬州，都没有宽缓的余地，杨暕怀恨在心。隋炀帝杨广即位，扬州长史王弘入朝担任黄门侍郎，趁机说辛公义的坏话，辛公义最终离职。扬州官吏百姓在门外申诉冤屈，络绎不绝。之后几年，隋炀帝醒悟，任命辛公义出任内史侍郎。辛公义为母亲柳玉岫守丧离职，不久，被起用担任司隶大夫，检校右御卫武贲郎将。大业十年（614年），辛公义跟随隋炀帝出征高丽，快到柳城郡时去世，虚岁六十二，葬於萊州。

## 家庭

### 父母
- 辛季庆，北魏青州刺史
- 柳玉岫，出自河东柳氏西眷，北魏临淮王记室参军事、方舆子柳鷟第二女，柳带韦之妹[11]

### 兄弟姐妹
- 辛才，隋朝选部侍郎[12]
- 辛氏，嫁隋朝万年县县令、许昌侯柳礼盛[13]

### 子女
- 辛亮，唐朝侍御史[14]
- 辛融，唐朝户部员外郎[14]

### 後裔
- 辛次膺，南宋參知政事[10]

## 延伸阅读
[在维基数据编辑]
 《隋書·卷73》，出自魏徵《隋书》